# Grincourt-lès-Pas
Grincourt-lès-Pas – miejscowość i gmina we Francji, w regionie Hauts-de-France, w departamencie Pas-de-Calais.
Według danych na rok 1990 gminę zamieszkiwało 55 osób, a gęstość zaludnienia wynosiła 20 osób/km² (wśród 1549 gmin regionu Nord-Pas-de-Calais Grincourt-lès-Pas plasuje się na 1124. miejscu pod względem liczby ludności, natomiast pod względem powierzchni na miejscu 861.).